# Диагональный нападающий

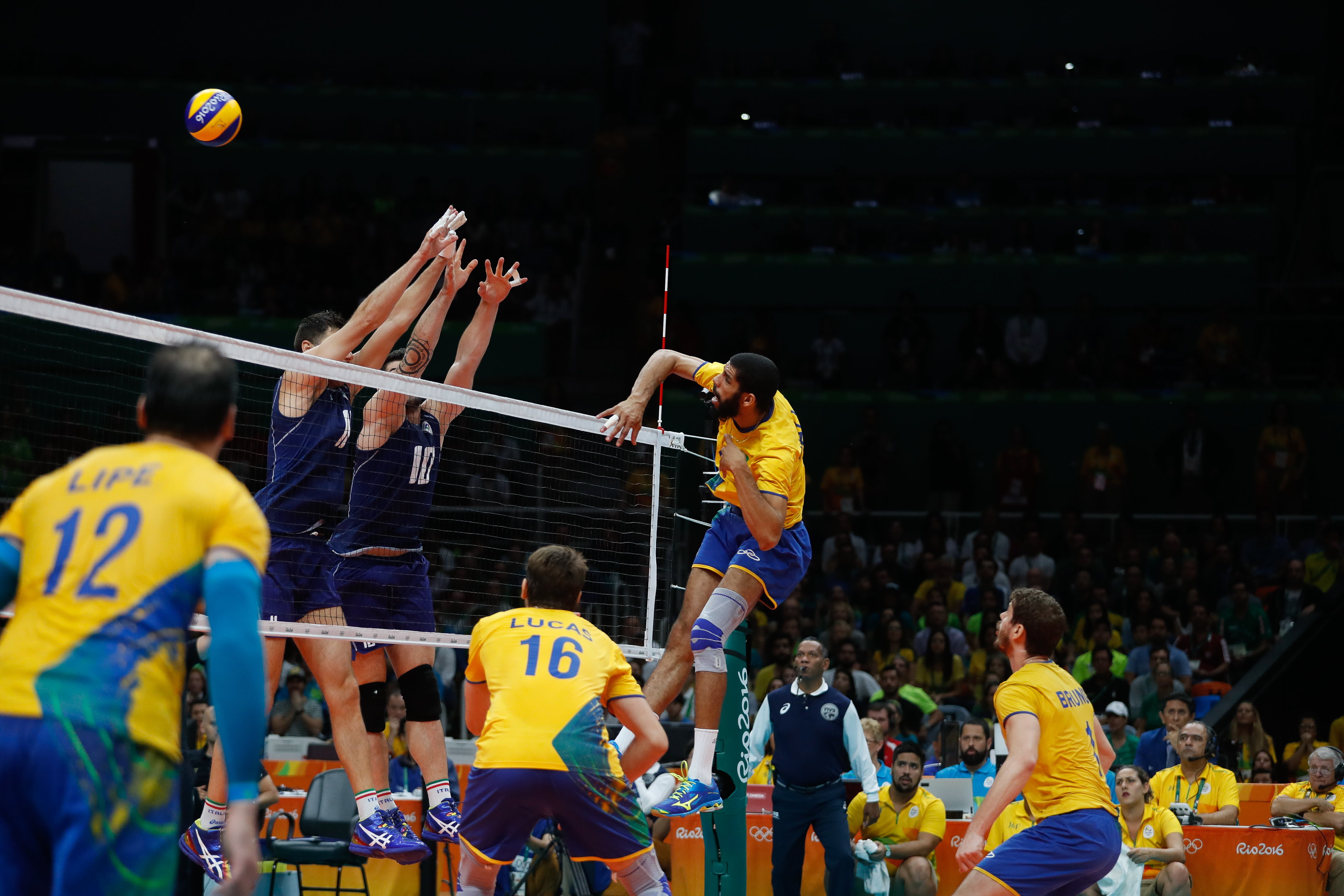
Нападает диагональный сборной Бразилии Уоллес

Диагона́льный напада́ющий (часто просто «диагональный») — игровое амплуа в волейболе.

## Назначение
Основная задача диагонального — атака с краёв сетки, поэтому данное амплуа требует высокого качества и уверенности в своем ударе с передней линии (2-я, 4-я зоны) и с задней линии (1-я, 5-я зоны). Это атлетические игроки, с хорошим прыжком. Обычно около 50 % всех вторых передач адресуется им и именно они, как правило, набирают наибольшее количество очков в команде. Диагональный освобожден от приема и потому обычно начинает разбег для удара, уже когда его партнеры принимают мяч. Также для диагонального характерна стабильная подача в прыжке. Он нередко участвует в блоке.
Игроки данной позиции наиболее востребованы в профессиональных командах и оплачиваются выше всех.